# 圣弗朗西斯科-迪保拉
圣弗朗西斯科-迪保拉（葡萄牙語：São Francisco de Paula）是巴西南大河州的一个市镇。总面积3273.498平方公里，总人口21276人，人口密度6.5人/平方公里。